# A' Katīgoria 1960-1961
La A' Katīgoria 1960-1961 fu la 23ª edizione del massimo campionato di calcio cipriota: l'Omonia vinse il suo primo titolo.

## Stagione

### Novità
Il numero di squadre salì da undici a tredici: infatti, nella stagione precedente non erano previste retrocessioni, mentre dalla B' Katīgoria 1959-1960 salirono Alkī Larnaca (vincitrice del campionato) e l'AYMA Nicosia, ripescata.

### Formula
Il campionato era formato da tredici squadre e non erano previste retrocessioni; furono assegnati tre punti in caso di vittoria, due in caso di pareggio e uno in caso di sconfitta.
Le squadre si incontrarono in gironi di andata e ritorno per un totale di ventiquattro turni per squadra. In caso di arrivo in parità prevaleva il quoziente reti.

## Squadre partecipanti
| Club                | Città     | Stadio             | Stagione precedente       |
| ------------------- | --------- | ------------------ | ------------------------- |
| AEL Limassol        | Limassol  | Stadio GSO         | 5º in A' Katīgoria        |
| Alkī Larnaca        | Larnaca   | Vecchio Stadio GSZ | 1º in B' Katīgoria        |
| Anorthōsis          | Famagosta | Stadio GSE         | 1º in A' Katīgoria        |
| APOEL               | Nicosia   | Vecchio Stadio GSP | 3º in A' Katīgoria        |
| Apollōn Limassol    | Limassol  | Stadio GSO         | 7º in A' Katīgoria        |
| Arīs Limassol       | Limassol  | Stadio GSO         | 11º in A' Katīgoria       |
| AYMA Nicosia        | Nicosia   | Vecchio Stadio GSP | Militante in B' Katīgoria |
| EPA Larnaca         | Larnaca   | Vecchio Stadio GSZ | 9º in A' Katīgoria        |
| Nea Salamis         | Famagosta | Stadio GSE         | 6º in A' Katīgoria        |
| Olympiakos Nicosia  | Nicosia   | Vecchio Stadio GSP | 8º in A' Katīgoria        |
| Omonia              | Nicosia   | Vecchio Stadio GSP | 2º in A' Katīgoria        |
| Orpheas Nicosia     | Nicosia   | Vecchio Stadio GSP | 10º in A' Katīgoria       |
| Pezoporikos Larnaca | Larnaca   | Vecchio Stadio GSZ | 4º in A' Katīgoria        |

## Classifica finale
|                  | Pos. | Squadra             | Pt | G  | V  | N | P  | GF | GS | DR  |
| ---------------- | ---- | ------------------- | -- | -- | -- | - | -- | -- | -- | --- |
| Cipro (bandiera) | 1.   | Omonia              | 66 | 24 | 20 | 2 | 2  | 91 | 23 | +68 |
|                  | 2.   | Anorthōsis          | 59 | 24 | 17 | 1 | 6  | 61 | 27 | +34 |
|                  | 3.   | Pezoporikos Larnaca | 53 | 24 | 10 | 9 | 5  | 49 | 31 | +18 |
|                  | 4.   | AEL Limassol        | 53 | 24 | 11 | 7 | 6  | 59 | 39 | +20 |
|                  | 5.   | APOEL               | 52 | 24 | 13 | 2 | 9  | 62 | 41 | +21 |
|                  | 6.   | Apollōn Limassol    | 52 | 24 | 12 | 4 | 8  | 61 | 52 | +9  |
|                  | 7.   | Arīs Limassol       | 49 | 24 | 8  | 9 | 7  | 36 | 39 | -3  |
|                  | 8.   | Nea Salamis         | 48 | 24 | 10 | 4 | 10 | 47 | 41 | +6  |
|                  | 9.   | EPA Larnaca         | 47 | 24 | 9  | 5 | 10 | 40 | 50 | -10 |
|                  | 10.  | Olympiakos Nicosia  | 43 | 24 | 7  | 5 | 12 | 43 | 52 | -9  |
|                  | 11.  | Orpheas Nicosia     | 37 | 24 | 5  | 3 | 16 | 24 | 57 | -33 |
|                  | 12.  | Alkī Larnaca        | 35 | 24 | 4  | 3 | 17 | 24 | 70 | -46 |
|                  | 13.  | AYMA Nicosia        | 30 | 24 | 1  | 4 | 19 | 24 | 99 | -75 |

### Verdetti
- Omonia campione di Cipro.

## Statistiche
Capocannoniere del torneo fu Panikos Krystallīs dell'Apollōn Limassol con 26 reti.